# کولاوامسا
کولاوامسا (یا چولاوامسا) (در زبان پالی: تاریخچه اصغر) رساله‌ای تاریخی است که از شاهان سری لانکا حکایت می‌کند و به زبان پالی نوشته شده است.
این رساله از قرن چهارم تا سال ۱۸۱۵ را پوشش می‌دهد.